# Anthaxia buettikeri
Anthaxia buettikeri es una especie de escarabajo del género Anthaxia, familia Buprestidae. Fue descrita científicamente por Bílý en 1979.